# Central Australian Railway
| Strecke bei Katherine |                      |                                                      |                                                      |
| Spurweite: | 1435 mm (Normalspur) |                                                      |                                                      |
| |                      |                                                      |                                                      |
| \| \| \| Darwin \| \| \| \| Katherine \| \| \| \| Newcastle Waters \| \| \| \| Tennant Creek \| \| \| \| Alice Springs \| \| \| \| Roe Creek \| \| \| \| Mereenie \| \| \| \| Hugh River \| \| \| \| Finke River \| \| \| \| Impadna \| \| \| \| Kulgera \| \| \| \| Bundesgrenze Northern Territory – South Australia \| \| \| \| Marryat \| \| \| \| Chandler \| \| \| \| Marla \| \| \| \| Cadney Park \| \| \| \| Manguri \| \| \| \| Wirrida \| \| \| \| Carnes \| \| \| \| Northgate \| \| \| \| Transaustralische Eisenbahn nach Perth \| \| \| \| Tarcoola \| \| \| \| Transaustralische Eisenbahn nach Adelaide und Sydney \| |                      |                                                      |                                                      |
| Kopfbahnhof Streckenanfang |                      | Darwin                                               | Darwin                                               |
| Bahnhof |                      | Katherine                                            | Katherine                                            |
| Dienststation / Betriebs- oder Güterbahnhof |                      | Newcastle Waters                                     | Newcastle Waters                                     |
| Bahnhof |                      | Tennant Creek                                        | Tennant Creek                                        |
| Bahnhof |                      | Alice Springs                                        | Alice Springs                                        |
| Dienststation / Betriebs- oder Güterbahnhof |                      | Roe Creek                                            | Roe Creek                                            |
| Dienststation / Betriebs- oder Güterbahnhof |                      | Mereenie                                             | Mereenie                                             |
| Dienststation / Betriebs- oder Güterbahnhof |                      | Hugh River                                           | Hugh River                                           |
| Dienststation / Betriebs- oder Güterbahnhof |                      | Finke River                                          | Finke River                                          |
| Dienststation / Betriebs- oder Güterbahnhof |                      | Impadna                                              | Impadna                                              |
| Haltepunkt / Haltestelle |                      | Kulgera                                              | Kulgera                                              |
| Grenze |                      | Bundesgrenze Northern Territory – South Australia    | Bundesgrenze Northern Territory – South Australia    |
| Dienststation / Betriebs- oder Güterbahnhof |                      | Marryat                                              | Marryat                                              |
| Haltepunkt / Haltestelle |                      | Chandler                                             | Chandler                                             |
| Haltepunkt / Haltestelle |                      | Marla                                                | Marla                                                |
| Dienststation / Betriebs- oder Güterbahnhof |                      | Cadney Park                                          | Cadney Park                                          |
| Dienststation / Betriebs- oder Güterbahnhof |                      | Manguri                                              | Manguri                                              |
| Dienststation / Betriebs- oder Güterbahnhof |                      | Wirrida                                              | Wirrida                                              |
| Dienststation / Betriebs- oder Güterbahnhof |                      | Carnes                                               | Carnes                                               |
| Dienststation / Betriebs- oder Güterbahnhof |                      | Northgate                                            | Northgate                                            |
| Abzweig geradeaus, nach rechts und von rechts |                      | Transaustralische Eisenbahn nach Perth               | Transaustralische Eisenbahn nach Perth               |
| Bahnhof |                      | Tarcoola                                             | Tarcoola                                             |
| Strecke |                      | Transaustralische Eisenbahn nach Adelaide und Sydney | Transaustralische Eisenbahn nach Adelaide und Sydney |

Die Central Australian Railway (CAR) ist eine normalspurige Eisenbahn, die den Kontinent Australien in nord-südlicher Richtung quert.

## Lage
Nördlicher Endpunkt der Strecke ist Darwin. Sie beginnt, abzweigend von der Transaustralischen Eisenbahn, in Tarcoola. Betrieblich ist sie so auf die Verbindung nach Adelaide und nach Broken Hill und Sydney ausgerichtet. Außer in Tarcoola hat die Strecke keinen anderen Anschluss an das australische Streckennetz. Die Verbindung Adelaide–Alice Springs–Darwin, von der die Zentralaustralische Eisenbahn der wesentliche Bestandteil ist, durchquert vier Klimazonen und 22,5 Breitengrade auf 2.979 km.

## Geschichte

### Versuch in Schmalspur

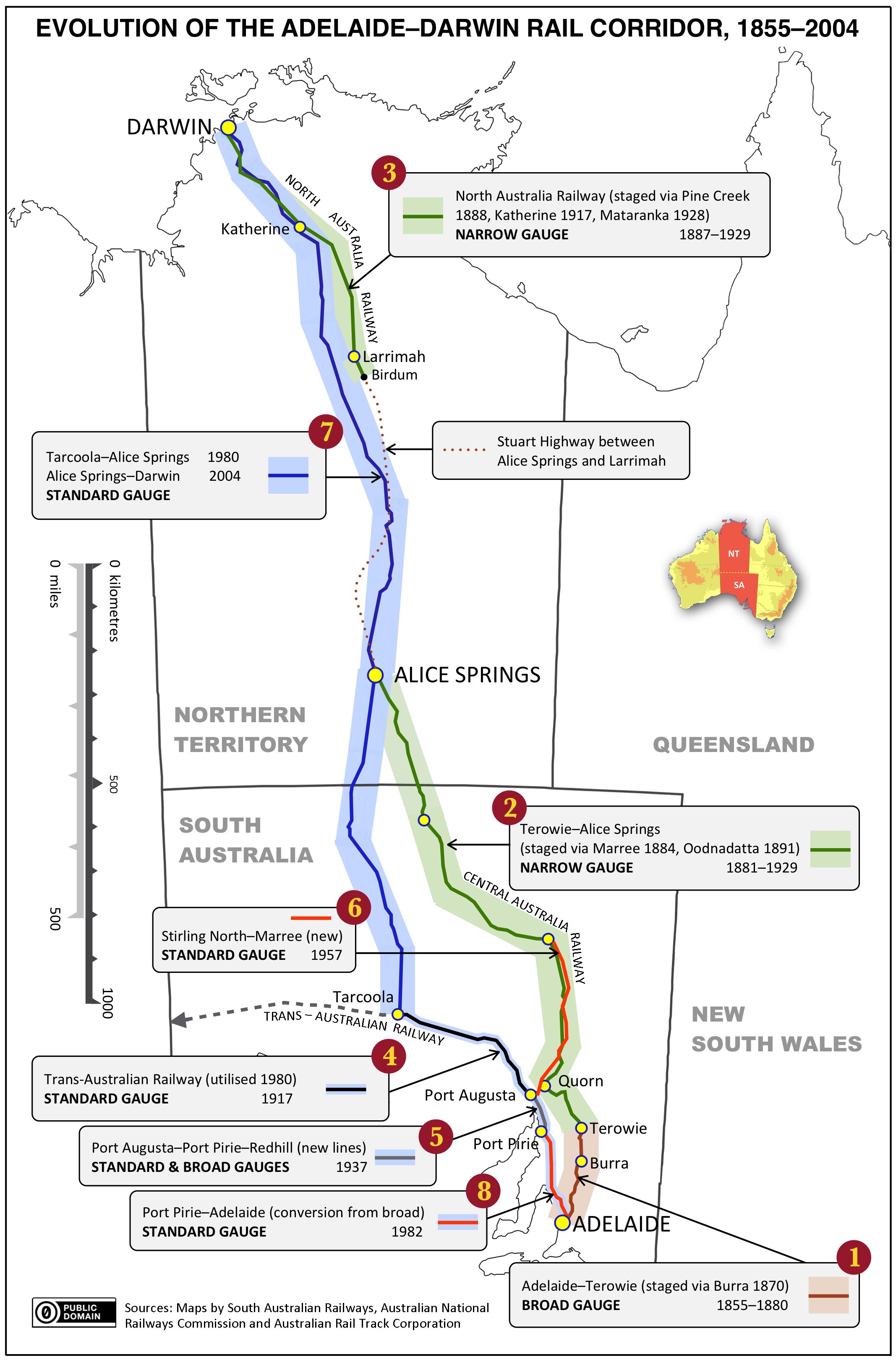
Heutige Bahnstrecke (blau hinterlegt) und ehemalige Schmalspurstrecke (grün hinterlegt)

Seit den 1870er Jahren wurde seitens der damaligen Kolonie Südaustralien angestrebt, diese Verbindung zu errichten. Da damals das Northern Territory von Südaustralien verwaltet wurde, begann die Kolonie mit dem Bau einer Bahn in Kapspur sowohl von Port Augusta im Süden (Great Northern Railway), als auch von Darwin (damals: Palmerston) im Norden (Nordaustralische Eisenbahn). Für die Ressourcen von Südaustralien war das Projekt aber völlig überdimensioniert, so dass es 1911 an den Australischen Bund abgegeben wurde. Die Commonwealth Railways führten das Projekt fort und erreichten 1929 von Süden Alice Springs und von Norden kommend Birdum. Hier aber blieb das Projekt endgültig stecken. Selbst der immense Transportbedarf des Militärs im Zweiten Weltkrieg angesichts der japanischen Luftangriffe auf Darwin führte nicht zum Weiterbau. Die Nordaustralische Eisenbahn wurde angesichts des konkurrierenden Straßenverkehrs 1976 aus wirtschaftlichen Gründen aufgegeben.

### Vollendung in Normalspur

#### Erster Abschnitt: Tarcoola–Alice Springs

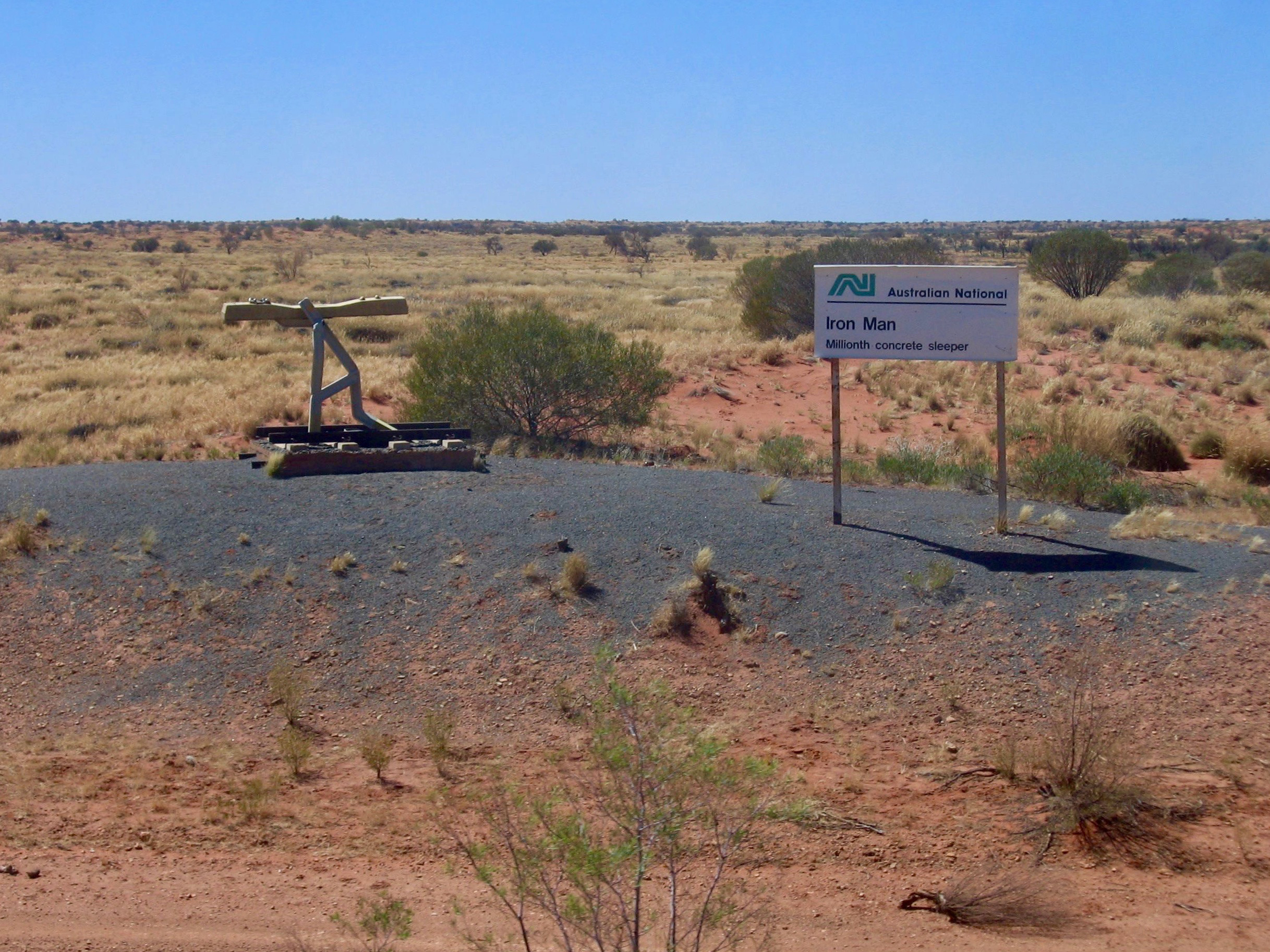
Denkmal für die erste Million verlegter Eisenbahnschwellen, südlich von Alice Springs

Die unzureichende Ausführung und die ungünstige Topografie der verbliebenen Great Northern Railway – immer wieder wurden Teile der Strecke durch Hochwasser weggespült oder von Sanddünen verweht – führte zu einer völligen Neuplanung der Strecke in Normalspur. Um die Strecke zu verkürzen und sie diesen Naturereignissen zu entziehen, wurde eine Trasse ca. 300 km weiter westlich und als Ausgangsbahnhof Tarcoola gewählt. Diese Strecke war nach einer Vermessung bereits 1914 vorgeschlagen worden. Der erste Spatenstich für den Neubau wurde am 12. April 1975 vom australischen Premierminister Gough Whitlam vorgenommen. Der Bau dauerte fünf Jahre, wurde von der damaligen Bundeseisenbahn, Australian National, durchgeführt und konnte 1980 eröffnet werden.

#### Zweiter Abschnitt: Alice Springs–Darwin

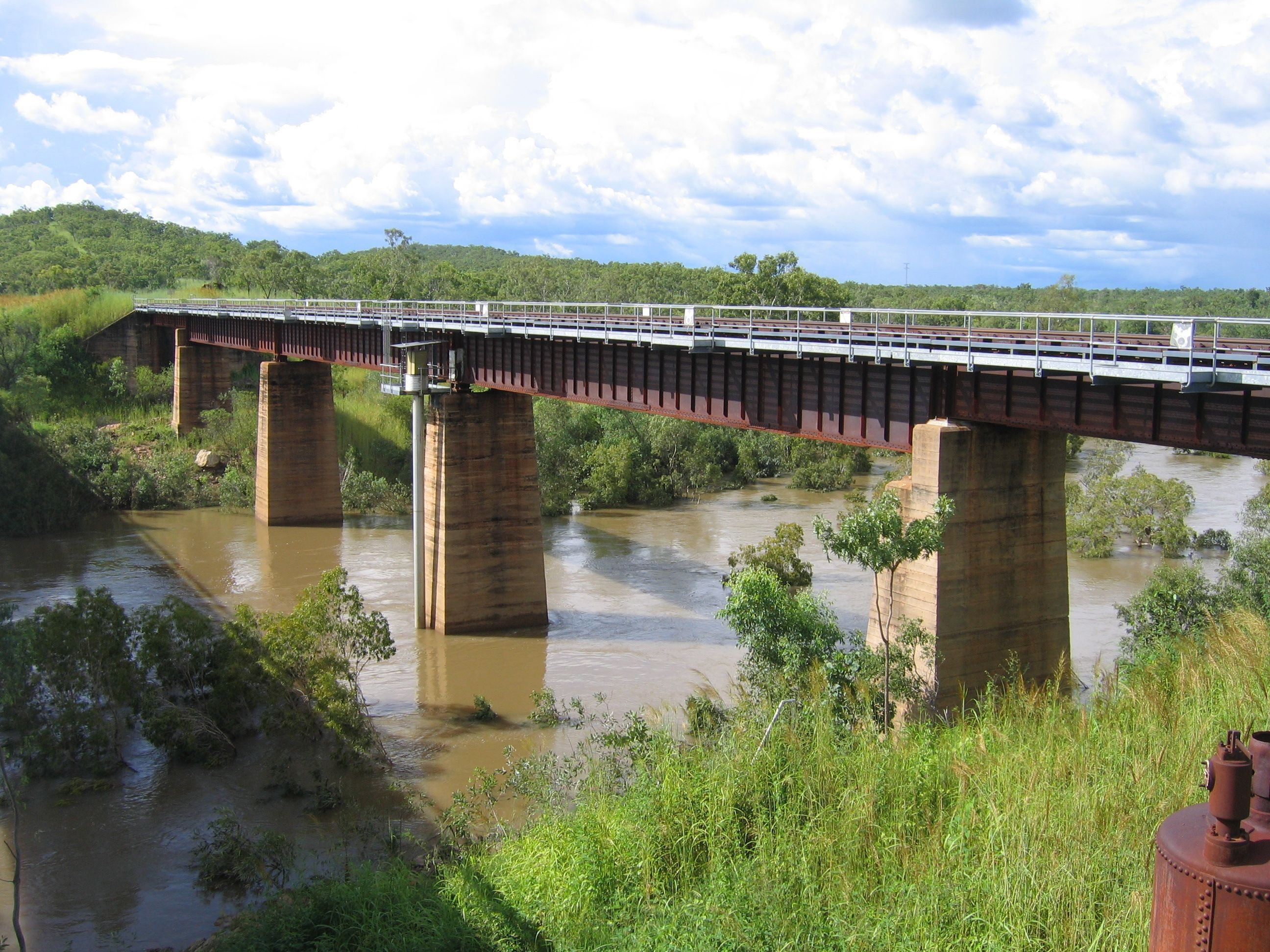
Brücke südlich von Mataranka

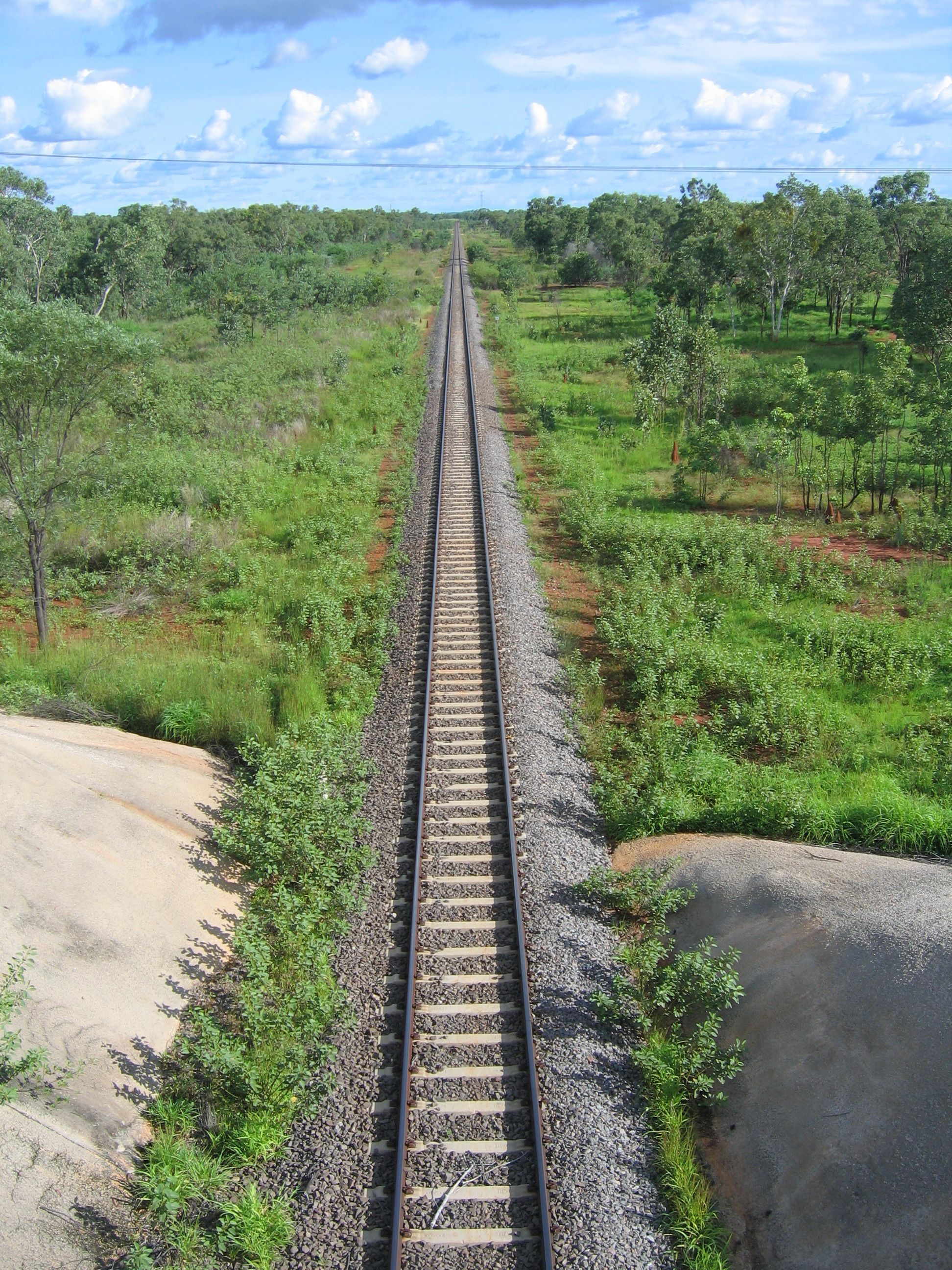
Strecke nördlich von Katherine

Der Bau der Bahn von Alice Springs nach Darwin wurde 2001 begonnen. Dieser Abschnitt der Strecke wurde in einer Kooperation von Staat und privater Wirtschaft in einem Betreibermodell (Build-Operate-Transfer [BOOT]) errichtet. Dafür wurde 1997 die AustralAsia Rail Corporation von der Regierung des Northern Territory gegründet, um die Zentralaustralische Eisenbahn zu bauen und zu betreiben. 50 % der Gesellschaft gehören dem Bundesstaat Südaustralien. Sie vergab im Jahr 2000 den Auftrag zum Bau der Strecke Alice Springs–Darwin an das Asia Pacific Transport Consortium. Der Australische Bund subventionierte das Projekt mit 165 Mio. AUD, den gleichen Betrag schoss das Northern Territory zu. Südaustralien beteiligte sich mit 150 Mio. AUD. Die drei Regierungen beteiligten sich darüber hinaus mit 79 Mio. AUD bei der Absicherung von Krediten. Von privater Seite wurden 740 Mio. AUD investiert. Letztendlich kostete der Bau etwa 1,3 Mrd. AUD.
Am 17. September 2003 wurde die durchgehende Verbindung hergestellt, nachdem das Vorhaben seit über hundert Jahren angestrebt worden war. Dazu wurden 90 Brücken errichtet und zwei Millionen Beton-Schwellen verlegt. Der Güterverkehr wurde am 17. Januar 2004 aufgenommen. Der erste The Ghan erreichte Darwin am 4. Februar 2004.

## Betrieb

### Rechtliche Grundlage
Der AustralAsia Railway Corporation gehört der Streckenabschnitt Alice Springs–Darwin, den Streckenabschnitt Alice Springs–Tarcoola hat die Gesellschaft vom Australischen Bund gepachtet. Die gesamte Strecke hat sie an das Eisenbahnunternehmen Freight Link (unter-)verpachtet, das dort auch den Güterverkehr durchführt. Wirtschaftlich hat die Bahn nicht den Erfolg, den sich Australien davon versprochen hat. Am 19. Mai 2008 beschloss Freight Link sein Engagement in dem Projekt zu veräußern, nachdem seit Inbetriebnahme nie ein Gewinn erwirtschaftet werden konnte. Ein Käufer fand sich allerdings nicht. Die Gesellschaft befindet sich seit dem 6. November 2008 unter Zwangsverwaltung.

### Technischer Betrieb
Die Strecke ist auf der gesamten Länge eingleisig. Die Abstände zwischen den Kreuzungsstellen betragen zum Teil mehrere hundert Kilometer. So gibt es zwischen Darwin und Katherine keine Ausweichmöglichkeit. Das macht die Strecke leistungsschwach – auch wenn sie bis jetzt gleichwohl nicht voll ausgelastet ist – und kann zu stundenlangen Verspätungen führen.
Die Strecke ist nicht elektrifiziert. Es kommen ausschließlich Diesellokomotiven zum Einsatz und zwar immer in Doppeltraktion. Die zweite Lokomotive wird nicht unbedingt wegen der Traktionskraft benötigt, sondern als Angstlokomotive mitgeführt, falls die erste Lok fahruntüchtig werden sollte. Es würde bei den großen Entfernungen zu lange dauern, eine Ersatzlok herbeizuholen.
Zwischen Alice Springs und Darwin gibt es keine Zugsicherung durch Signale. Der Lokomotivführer muss sich, bevor er in einen Streckenabschnitt einfährt, über Funk die entsprechende Erlaubnis des Fahrdienstleiters einholen. Die Sicherung erfolgt also ähnlich der Sicherung durch Fahrbefehl. Das System soll auf GPS umgestellt werden.

### Verkehr

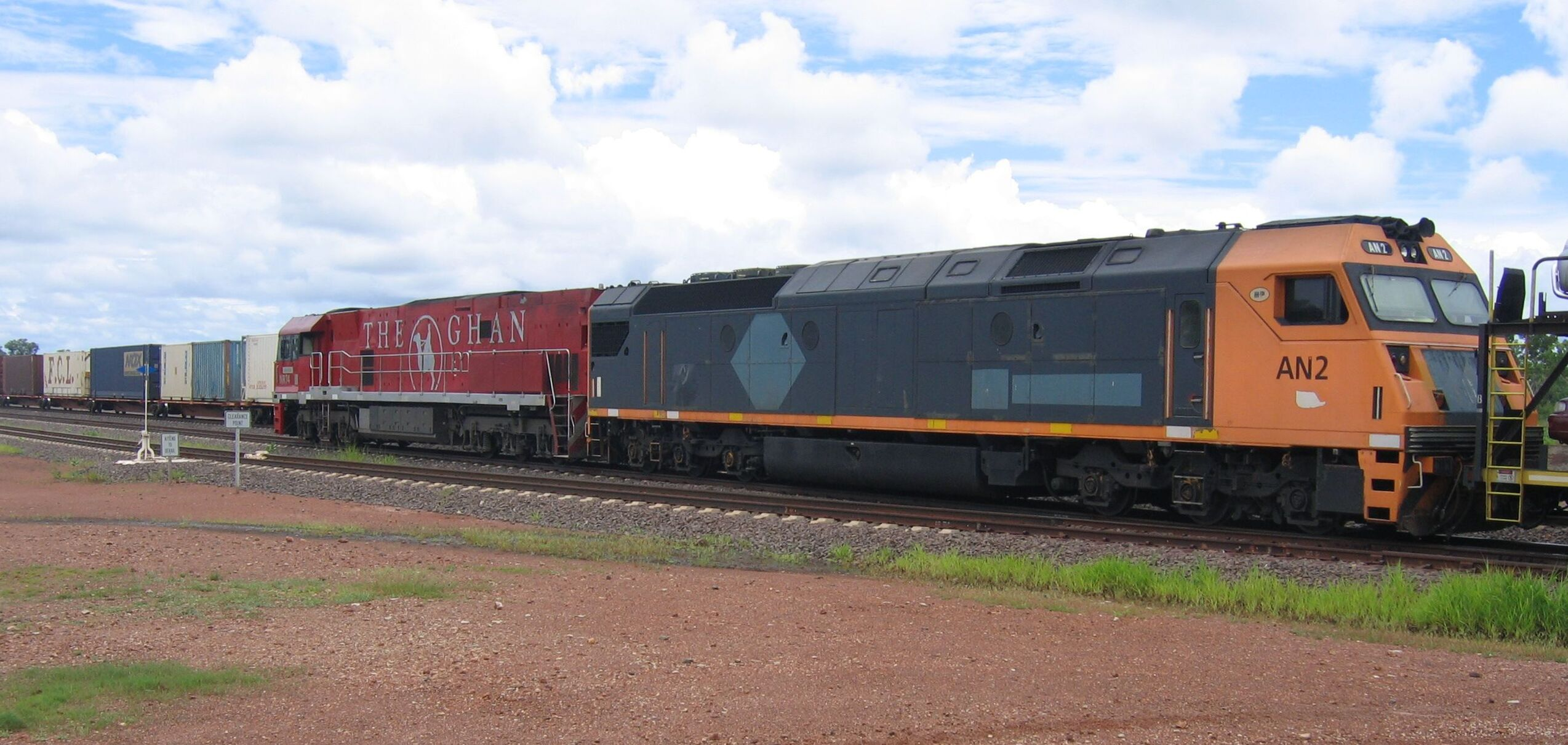
Zugkreuzung in Katherine; vorne: The Ghan mit Doppeltraktion in Richtung Darwin, hinten ein von Darwin kommender Güterzug

Die Strecke wird hauptsächlich von Güterzügen befahren, die von Freight Link betrieben werden. An sechs Tagen in der Woche verkehrt je ein fahrplanmäßiger Güterzug in nördliche und südliche Richtung. Überwiegend werden Container befördert. Die Zahl der Züge ist eine Steigerung gegenüber früher, der Verkehr nimmt also zu. Die Güterzüge werden im Betrieb vorrangig behandelt.
Einziger Personenverkehr, der auf der Strecke angeboten wird, ist der Hotelzug The Ghan. Er verkehrt einmal, in der Hochsaison zweimal, pro Woche in jede Richtung und wird fast ausschließlich von Touristen genutzt. Betrieben wird er von dem Eisenbahnverkehrsunternehmen Great Southern Railway. Die untergeordnete Rolle des Personenverkehrs zeigt sich auch an der Lage der Bahnhöfe und Empfangsgebäude: In Katherine liegt der Bahnhof etwa 15 km vom Ort entfernt, in Darwin etwa 25 km vom Stadtzentrum.

## Wertung
Der Bau der Bahn von Alice Springs nach Darwin gilt als das größte australische Bauprojekt seit dem Snowy Mountains Scheme, dem größten Bauprojekt in der Geschichte Australiens. Er gilt als wichtiger Beitrag zur Entwicklung des Tourismus im Northern Territory.
Wichtigster Geschäftszweig der Strecke aber ist der Güterverkehr, verbunden mit der Hoffnung, den Hafen von Darwin für den Handel mit dem benachbarten Asien attraktiver zu machen. Günstig ausgewirkt hat sich der Bau der Strecke auf den Verkehr des parallel verlaufenden Stuart Highway. Die Zahl der Road Trains hat erheblich abgenommen.

## Künftige Entwicklungen
Minemakers Ltd. erschließt derzeit eine Phosphat-Grube in Wonarah, östlich von Tennant Creek. Sie hat 2009 eine Studie in Auftrag gegeben, die untersuchen soll, ob der Abtransport des Phosphats über eine ca. 250 km lange, normalspurige, neu zu bauende Strecke von Wonarah, die in Tennant Creek an die Zentralaustralische Eisenbahn anschließt, und über den Hafen von Darwin zu empfehlen ist. Derzeit ist die Produktion der Grube durch die beschränkte Möglichkeit des Abtransports des Phosphates über die Straße stark begrenzt. Eine solche Strecke könnte über 380 km weiter nach Mount Isa verlängert werden, wo Anschluss an die (kapspurige) Strecke der Queensland Rail an die australische Ostküste nach Townsville bestünde. Eine solche Strecke könnte die Verbindung über den immer wieder durch Überflutung unterbrochenen Barkly Highway teilweise ersetzen.